# Castlemaine, Victoria
Castlemaine är en ort i Australien. Den ligger i kommunen Mount Alexander och delstaten Victoria, omkring 110 kilometer nordväst om delstatshuvudstaden Melbourne.
Runt Castlemaine är det mycket glesbefolkat, med 6 invånare per kvadratkilometer.. Castlemaine är det största samhället i trakten. 
I omgivningarna runt Castlemaine växer huvudsakligen savannskog. Genomsnittlig årsnederbörd är 782 millimeter. Den regnigaste månaden är juli, med i genomsnitt 92 mm nederbörd, och den torraste är januari, med 22 mm nederbörd.